# Normanniasaurus genceyi
Normanniasaurus genceyi es la única especie conocida del género extinto Normanniasaurus de dinosaurio saurópodo, titanosauriano, que vivió a mediados del período Cretácico, hace aproximadamente entre 113 a 107 millones de años, durante el Albiense, en lo que es  hoy Europa. Fue encontrado en la Formación Poudingue Ferrugineux de Seine-Maritime, en el noroeste de Francia. 
Normanniasaurus fue descrito y nombrado originalmente por Jean Le Loeuff, Suravech Suteethorn y Eric Buffetaut en 2013 y la especie tipo es Normanniasaurus genceyi. El nombre del género se deriva de Normannia, el nombre en latín de Normandía en donde se descubrieron los huesos, y de sauros, que significa "lagarto" en idioma griego antiguo. El nombre de la especie, genceyi, honra al sr. Pierre Gencey quien descubrió los restos en julio de 1990. Normanniasaurus es conocido a partir del holotipo, los especímenes MHNH-2013.2.1.1 hasta el MHNH-2013.2.1.12 alojados en el Muséum d'histoire naturelle du Havre, que conforman un esqueleto parcial que incluye fragmentos de vértebras presacrales, un sacro parcial, una vértebra caudal media y otra anterior, una escápula derecha, fragmentos de ambos iliones e isquiones, el extremo proximal de un fémur y la parte proximal de una fíbula. Un centro de vértebra posterior caudal, alojado en el Muséum d'histoire naturelle de Rouen, descubierto al final del siglo diecinueve y descrito por Buffetaut en 1984, fue también referido a esta especie. Se caracteriza por las vértebras presacrales tienen una articulación de hiposfeno-hypantrum, una textura interna esponjosa de vértebras presacro, vértebras caudales anteriores profundas procoelosas, con agujero antepostzygapophysial, fosas profundas post y prespinales, y una columna neural axialmente alargada, vértebras caudales medias anfílicas, con un arco neural unido cranealmente, una proyección dorsal de la lámina spinoprezygapophysial en los caudales medios y un ilion con una lámina craneolateralmente expandida. Todos los especímenes fueron recolectados en el lado norte de Cap de la Hève en Bléville, Le Havre, datando de principios a mediados del Albiense durante el Cretácico Inferior, si bien el espécimen referido es aparentemente de un nivel más reciente del Albiano. Normanniasaurus es un titanosaurio basal. Comparte varias características primitivas con titanosaurios basales ligeramente más jóvenes, como Epachthosaurus y Andesaurus. La radiación tardía del Cretácico temprano de Titanosauria basal en América del Sur, Europa y África es inusual. En Europa , los saurópodos albianos todavía son poco conocidos. Descubrimientos aislados, de Cambridgeshire, norte de Francia y sur de Francia indican que los titanosaurios europeos coexistieron en el Albiense con otros grupos de saurópodos.